# Louise af Ekenstam
Louise Mathilda af Ekenstam, född Weibull den 24 juni 1865 på Storbo bruk i Dalarna, död den 17 december 1935 i Lund, var en svensk rösträttsaktivist och kommunalpolitiker. 
Louise af Ekenstam var dotter till bruksförvaltaren Oskar Weibull och dennes hustru Helene, född Sjögren. 
af Ekenstam var verksam i kampanjen för införandet av kvinnlig rösträtt i Sverige, och var ordförande för Föreningen för kvinnans politiska rösträtt i Lund 1908–1921. Hon var vidare ledamot av Lunds stadsfullmäktige 1916–1918 samt engagerad i fredsrörelsen.
Louise af Ekenstam var gift med stadsombudsman Nils af Ekenstam. Makarna är begravda på Norra kyrkogården i Lund.